# RY Sagittarii
Désignations
RY Sagittarii (en abrégé RY Sgr) est une étoile supergéante jaune et une variable de type R Coronae Borealis de la constellation du Sagittaire. Bien qu'elle ait en apparence le spectre d'une étoile de type G, elle diffère nettement d'une étoile ordinaire de par son spectre qui ne montre quasiment pas d'hydrogène et une grande abondance de carbone.

## Découverte

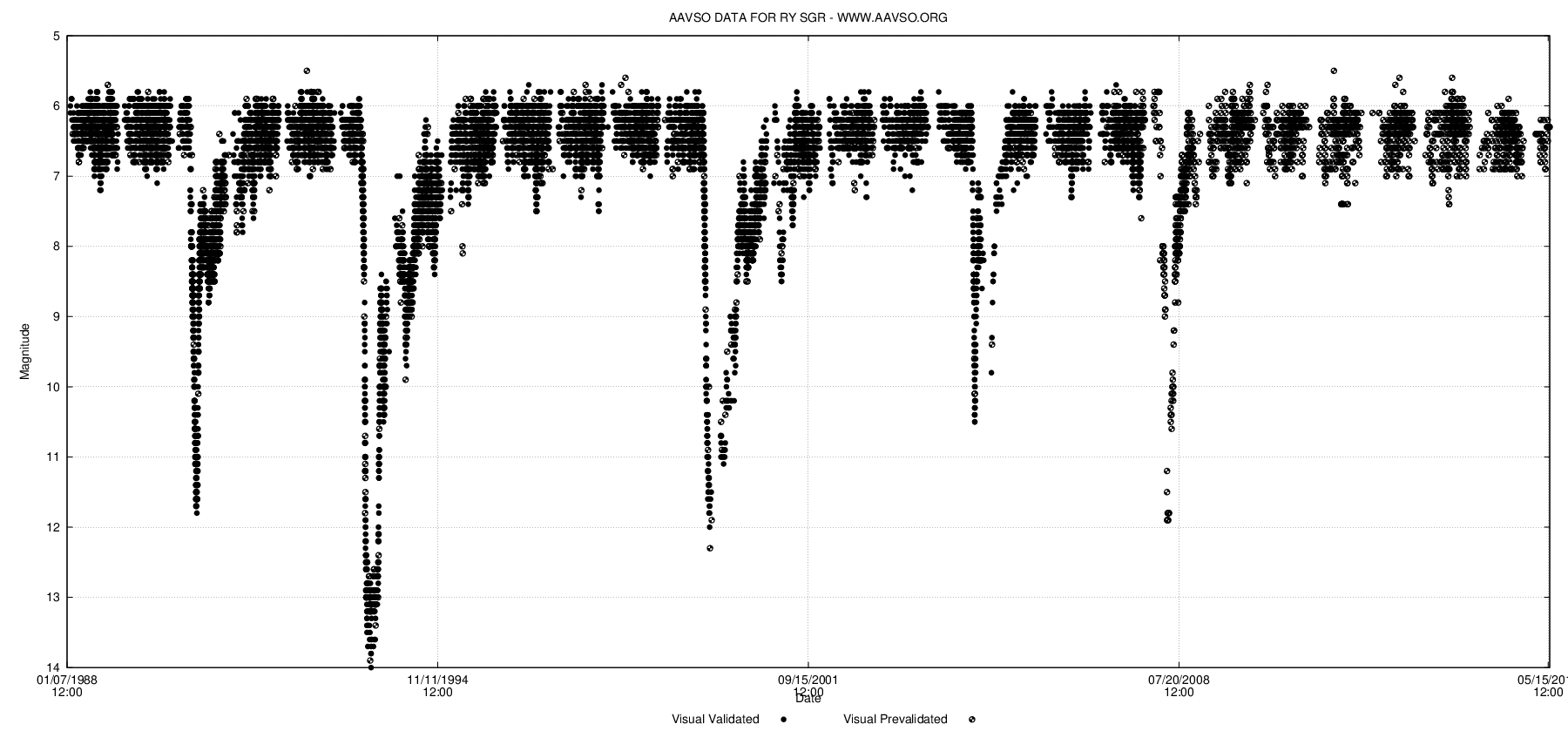
Courbe de lumière de RY Sgr.

Le colonel Ernest Elliott Markwick remarqua pour la première fois l'étoile actuellement connue comme RY Sagittarii durant ses recherches sur les étoiles variables, alors qu'il était en poste à Gibraltar. Il enregistra qu'elle diminua de la magnitude 7 en juillet 1893 à une magnitude plus faible que 11 le 23 octobre de la même année, et qu'elle redevint aussi brillante que la magnitude 6,4 en novembre 1894. Edward Charles Pickering la décrivit comme un « objet remarquable » et qu'elle « faillit s'en aller ». À la même époque, son spectre a été noté comme étant particulier pour la première fois, et en 1953 elle fut classée comme une variable de type R Coronae Borealis, tout comme une poignée d'autres étoiles.
Intrigué par l'origine de ces particularités, Danziger proposa en 1965 plusieurs explications, comme la formation d'un nuage d'hélium, une étoile âgée qui aurait épuisé son hydrogène, ou encore une étoile qui aurait, d'une manière ou d'une autre, expulsé son enveloppe d'hydrogène, bien qu'il nota également qu'il n'y avait aucune évidence montrant l’existence une telle enveloppe. Il concéda cependant que les connaissances sur l'évolution stellaire n'étaient pas assez avancées pour trouver une explication.

## Variabilité
RY Sagittarii est l'une des trois étoiles de type R Coronae Borealis les plus brillantes qui soient visibles des observateurs terrestres, avec R Coronae Borealis et V854 Centauri, et la plus brillante de l'hémisphère céleste sud. Il s'agit également d'une variable pulsante, avec une période semi-régulière de 38 jours. Sa courbe de luminosité a été étudiée sur plus de cent ans et elle est typique des étoiles de type R CrB, caractérisée par une chute soudaine de luminosité de plusieurs magnitudes sur seulement quelques semaines, avant de redevenir progressivement plus lumineuse durant les mois qui suivent. Le timing entre ces affaiblissements est irrégulier. Cette chute soudaine de magnitude semble s'expliquer par la présence de nuages de poussière de carbone obscurcissant (et très probablement éjectés de) l'étoile, bien que le mécanisme à l'origine de ce phénomène demeure inconnu,. Des nuages étendus ont été détectés grâce à l'interféromètre du Very Large Telescope de l'ESO.

## Propriétés
L'étoile est très éloignée et sa parallaxe, donc sa distance et sa luminosité ne pouvaient être calculées avec précision. Le satellite Hipparcos lui détermina une parallaxe à 1,29 milliseconde d'arc, indiquant une distance d'environ 526,32 pc (∼1 720 al) de la Terre. La parallaxe obtenue grâce à la seconde data release du satellite Gaia est bien plus petite, à 0,51 mas, indiquant une distance bien plus grande et plus précise d'environ 1 967 pc (∼6 420 al), avec toutefois une marge d'erreur demeurant d'environ 175 pc (∼571 al). La valeur obtenue dans Gaia DR2 est confirmée par la distance que l'on dérive en comparant RY Sgr avec d'autres étoiles similaires et qui est d'environ 2 000 pc (∼6 520 al).
Sa température effective a été calculée à 7 250 K et son rayon à 60 R☉, sur la base d'une luminosité de 9 120 L☉.